# Симпатрия
Симпатрия (от гръцки: sýn – заедно и patris – родина) е еволюцията на нов вид от още съществуващ вид предшественик, като и двата продължават да обитават един и същи географски район. В еволюционната биология и биогеографията симпатричен и симпатрия да термини, отнасящи се за организми, чиито ареали се припокриват така, че се срещат заедно поне на някои места. Ако тези организми са близко родствени (сестрински видове), такова разпределение може да е резултат от симпатрично видообразуване. Терминът „симпатрия“ е създаден от Едуард Багнал Полтън, който обяснява откъде произлиза през 1904.
Симпатричното видообразуване е един от три традиционни географски начина на видообразуване. Алопатричното видообразуване е еволюцията на видовете, резултат от географската изолация на две или повече популации на един вид. В този случай дивергенцията е улеснена от липсата на генетичен обмен. Парапатрично видообразуване е еволюцията на географски съседни популации в различни видове. В този случай дивергенцията се наблюдава въпреки ограниченото размножаване между двете дивергентни групи, когато между тях се осъществява контакт. При симпатричното видообразуване няма географско ограничение на взаимното размножаване.
При многоклетъчните еукариотни организми симпатричното видообразуване е вероятен процес, за който се знае, че наистина се случва, но честотата, с която протича, е неясна. При бактериите, от друга страна, аналогичният процес (определен като „произходът на нови бактериални видове, които заемат дадени екологични ниши“) може да е по-чест, тъй като бактериите са по-малко ограничени от хомогениращите ефекти на половото размножаване и са склонни къ сравнително драстични и бързи генетични промени чрез хоризонталния обмен на гени.
Популациите, обитаващи една и съща територия, се наричат симпатрични. Видовете, които обитават един и същ ареал и не се чифтосват помежду си, се наричат симпатрични видове.
Противоположният случай – когато протича видообразуване в популации с несъвпадащи ареали, се нарича алопатрия.
Симпатрия възниква само при условие, че двете биологични форми, съществуващи в пределите на общ ареал или негови части, не се чифтосват помежду си. В редица случаи възникването на симпатрични видове е резултат на алопатрично видообразуване с последващо преселение на единия вид в пределите на ареала на другия вид.

## Доказателства
Събитията на симпатричното видообразуване е често срещано при растенията, които да склонни да придобиват няколко хомоложни хромозомни двойки, което води до полиплоидия. Полиплоидният дъщерен организъм обитава същата среда като родителските организми (оттам симпатрия), но е репродуктивно изолиран.
Редица модели на действие са предлагани за различните видове симпатрично видообразуване. Най-популярният, който се основава на модела на дизруптивния отбор, е представен за пръв път от Джон Мейнард Смит през 1966. Мейнард Смит предполага, че хомозиготните индивиди при определени обстоятелства могат да имат по-голяма приспособимост от тези с хетерозиготни алели по даден признак. Следователно според механизма на естествен отбор хомозиготността би била предпочитана пред хетерозиготността, което в крайна сметка би довело до видообразуване. Симпатричното видообразуване също би могло да бъде резултат от полов конфликт.
Различаване може да се наблюдава и при признаци с няколко гена. Галапагоската финка (Geospiza fortis) показва дивергенция на генофонда в популация на остров Санта Круз. Морфологията на клюна се придържа към два „идеални“ размера, а индивидите-посредници са изклювани. Някои характеристика (наричани магически характеристики) като морфологията на клюна могат да задвижат видообразуване, тъй като също влияят на размножителните сигнали. В този случай различните фенотипове на клюна могат да доведат до различни издавани от птиците звуци, което би създало бариера между двата генофонда.
Донякъде аналогична система е открита при прилепите подковоноси, при които честота на ехологичния сигнал изглежда също е магическа характеристика. При тези прилепи, постоянният честови компонент на сигнала не само определя размера на плячката, но също функционира в някои области от социалната комуникация. Работа по вид големоухи прилепи подковоноси (Rhinolophus philippinensis) показва, че резки промени в честотата на сигнала при симпатричните форми са свързани с репродуктивната изолация. Друг добре изследван случай на симпатрично видообразуване са насекоми, хранещи се с повече от един вид растение-гостоприемник. В този случай насекомите се специализират докато се опитват да преодолеят различните защитни механизми на различните растения.
Rhagoletis pomonella, ябълковата мушица, е вероятно в момента да преминава през симпатрично, или по-специално хетеропатрично (виж хетеропатрия) видообразуване. Расата от вида, която се храни с ябълки, изглежда спонтанно се е зародила от расата, която се храни с глог, в периода 1800 – 1850 г. сл.н.е., след като ябълката за пръв път е пренесена в Северна Америка. Сега при нормални условия расата, която се храни с ябълки, не се храни с глог, и расата, която се храни с глог, не се храни с ябълки. Това може да е първа стъпка към зараждането на нов вид. Някои паразитни мравки може да се еволюирали чрез симпатрично видообразуване. Изолирани и сравнително хомогенни хабитати като кратерни езера и острови са сред най-добрите географски условия, в които може да се прояви симпатрично видообразуване. Например, цихлидните риби от кратерните езера в Никарагуа включват девет описани и дузини неописани видове, които са еволюирали чрез симпатрично видообразуване.
Monostroma latissimum, морско зелено водорасло, също показва симпатрично видообразуване в югозападни японски острови.
Африканските цихлиди също дават доказателства за симпатричното видообразуване. Наблюдава се голямо разнообразие в Големите африкански езера. Много проучвания сочат, че половият отбор е начин за поддържане на репродуктивната изолация. Женският избор във връзка с оцветяването на мъжкия е един от по-добре изучаваните начини на полов отбор при африкаснките цихлиди. Женският избор съществува при цихлидите понеже женската извършва по-големия дял от грижата за малките, докато мъжкият полага малко усилия за малките. Тя показва сетивно пристрастие при избирането на мъжки като избира тези с окраска, близка до нейната, или този с най-цветна окраска. Това помага да се поддържа симпатричното видообразуване в езерата. Цихлидите освен това използват акустична репродуктивна комуникация. Мъжката цихлида трепти, за да впечатли женската. Женският избор на добри гени и сетивното пристрастие е един от решаващите фактори в този случай, заедно с избирането на сигнали от собствения вид и които дават най-голямо приспособително предимство, за да увеличи шанса за оцеляване на поколението. Конкуренцията между мъжките е вид интраполов отбор и също има ефект върху видообразуването при африканските цихлиди. Риталната борба между мъжките определя кои мъжки ще бъдат най-успешни при размножаването. Това е важно при симпатричното видообразуване, понеже видове със сходни мъжки може да се конкурират за едни и същи женски. Може да има приспособително предимство на един фенотип, което да позволи на един вид да навлезе в друг. Проучания показват този ефект при видове, които са генетично близки, способни са да се размножават помежду си и показват различен фенотип на окраската.